# ستوكتون هيث (تشيشير)
ستوكتون هيث (بالإنجليزية: Stockton Heath)‏ هي قرية وأبرشية مدنية تقع في المملكة المتحدة في إنجلترا. يقدر عدد سكانها بـ 6,396 نسمة .

## أعلام
- ستيوارت رايت
- دين دوفر